# Kannad
Kannad is een nagar panchayat (plaats) in het district Aurangabad van de Indiase staat Maharashtra. 

## Demografie
Volgens de Indiase volkstelling van 2001 wonen er 34.408 mensen in Kannad, waarvan 52% mannelijk en 48% vrouwelijk is. De plaats heeft een alfabetiseringsgraad van 69%. 